# سيدي وساي
سيدي وساي هي جماعة قروية في إقليم اشتوكة أيت باها بجهة سوس ماسة في المغرب، وهي تضم 9087 نسمة، حسب الإحصاء العام للسكان والسكنى لسنة 2014.

## دواوير الجماعة
- دوار سيدي وساي
- دوار سيدي الرباط
- دوار سيدي بينزارن
- دوار أغريمز
- دوار أغبالو
- دوار تكمي الجديد
- دوار ثلاث أنكارف
- دوار إملالن

## التعليم
قائمة المؤسسات التعليمية في جماعة سيدي وساي:
- مجموعة مدارس رباط ماسة
- مجموعة مدارس وادي ماسة
- الثانوية التأهيلية العربي البناي

## الصحة
مستوصف اغبالوا
دار الولادة اغبالو

## الرياضة
قائمة البنيات التحتية الرياضية:
- المركب الرياضي أغبالو

قائمة الجمعيات الرياضية في جماعة سيدي وساي:
- الجمعية الرياضية النجم الساحلي سيدي وساي